# Muhammad Taqi (trọng tài)
Muhammad Taqi Aljaafari Bin Jahari (sinh ngày 25 tháng 10 năm 1986) là một trọng tài bóng đá quốc tế người Singapore. Ông trở thành trọng tài FIFA từ năm 2012 và cũng cầm còi nhiều trận ở giải bóng đá vô địch câu lạc bộ châu Á. Taqi Aljaafari cũng là trọng tài ở giải vô địch bóng đá U-17 thế giới 2017 tại Ấn Độ.

## Sự nghiệp
Taqi là trọng tài quốc tế FIFA cấp độ lựa chọn cao nhất từ năm 2012.
Vào năm 2013, ông đã làm trọng tài trong RHB Singapore Cup 2013 giữa Tanjong Pagar United Football Club và United Football Club. Trận này Home United chiến thắng 4-1.
Năm 2014, Taqi đã có một cú đúp trong sự nghiệp của mình, với việc làm trọng tài cho các trận chung kết Singapore Charity Shield và RHB Singapore Cup. Ông cũng được trao giải Trọng tài S.League của năm 2014.
Vào năm 2015, ông được gửi tới Úc để trở thành một trong những trọng tài hỗ trợ cho Asian Cup 2005 AFC với trợ lý là Jeffrey Goh.
Tháng 5 năm 2017, Taqi trở thành một trong những trọng tài video cho World Cup 2017 FIFA U-20 tại Hàn Quốc.
Tháng 7 năm 2017 tại Singapore, ông đã tổ chức trận đấu Cúp Quốc tế 2017 giữa đội vô địch nước Anh Chelsea F.C. và nhà vô địch Đức Bayern Munich. Trận đấu kết thúc với tỷ số 3-2 cho đội vô địch nước Đức.
Taqi được trao danh hiệu Trọng tài AFF của năm 2017.
Vào tháng 10 năm 2017, ông được gửi tới Ấn Độ để tham dự 2 trận đấu vòng bảng ở World Cup 2017 FIFA U-17.
Taqi đã tổ chức trận chung kết Singapore Cup 2017 giữa Albirex Niigata (S) và Global Cebu F.C..

## Giải thưởng
- Trọng tài S. League của năm, 2014
- Trọng tài AFF của năm, năm 2017